# أبو زعبل للصناعات المتخصصة
شركة أبو زعبل للصناعات المتخصصة أو مصنع 300 الحربي هي شركة مساهمة حكومية مصرية، إحدى شركات الهيئة القومية للإنتاج الحربي التابعة لوزارة الدولة للإنتاج الحربي، أنشأت بقرار وزير الدولة للإنتاج الحربي رقم 37 لسنة 2016، ودُمجت فيها شركة المعادي للصناعات الهندسية «مصنع 54 الحربي»، تقع في منطقة أبو زعبل بمحافظة القليوبية على مساحة 371 فدان، تعمل في مجال إنتاج الأسلحة الصغيرة والمتوسطة والذخائر بمختلف أنواعها.

## منتجات الشركة
الأسلحة الصغيرة
- الرشاش متعدد الاغراض عيار 7.62 * 51 مم
- قاذف القنابل الآلى طراز المعادى عيار 40 * 53 مم
- الطبنجة حلوان 920
- قاذف القنابل عيار 40 مم
- البندقية الآلية مصر عيار 7.62 * 39 مم.[5]

الذخائر والمواد البروتكتيكية
- مجال تصنيع ذخائر الأسلحة الصغيرة
- مجال تصنيع ذخائر الأسلحة المتوسطة [6]
- مجال تصنيع البوادى والكواشف والطابات والمفجرات [7]

## وصلات خارجية
- الموقع الرسمي للشركة.
- الصفحة الرسمية للشركة على موقع فيس بوك.